# 武田厚司
武田 厚司（たけだ あつし、1955年9月 - ）は、日本の薬学者。専門は、神経科学・生物無機化学・生理学。学位は、薬学博士（静岡薬科大学・論文博士・1990年）。静岡県立大学薬学部教授、同大学院薬学研究院教授。
静岡薬科大学薬学部助手、静岡県立大学薬学部助教授、静岡県立大学薬学部准教授などを歴任。

## 来歴

### 生い立ち
1955年生まれ。静岡薬科大学に進学し、薬学部の製薬学科にて学んだ。1978年に静岡薬科大学を卒業し、同大学の大学院に進学した。1981年に薬学研究科の修士課程を修了した。後年、静岡薬科大学より薬学博士の学位を授与されている。

### 研究者として
大学院修了後、母校である静岡薬科大学に採用され、薬学部の助手に就任し放射薬品学教室を担当した。その後、静岡薬科大学が静岡女子大学、静岡女子短期大学と統合され新たに静岡県立大学が設置されると、引き続き静岡県立大学の薬学部にて助手を務めることとなった。1991年、静岡県立大学にて薬学部の講師に昇任し、放射薬品学教室を担当した。その間、他大学においても教鞭を執っており、1992年には、アメリカ合衆国のネブラスカ大学にて、医学部の客員研究員を務めた。また、1995年には、アメリカ合衆国のペンシルベニア州立大学にて、医学部の客員研究員を務めた。
2000年、静岡県立大学の薬学部にて助教授に昇任し、医薬生命化学分野を担当した。2007年には、学校教育法の改正にともない、静岡県立大学の薬学部にて准教授となった。なお、静岡県立大学の大学院においては、薬学研究科の助教授、准教授を兼務していた。2012年には、静岡県立大学の薬学部にて教授に昇任し、生物薬品学分野を担当した。また、同年、薬学研究科が生活健康科学研究科と統合され2研究院1学府に再編されたことにともない、新設された薬学研究院の教授を兼務することとなった。

## 研究
専門は薬学であり、特に神経科学、生物無機化学、生理学といった生物学にも関連が深い分野を研究している。具体的には、学習や記憶の制御についての研究に取り組んでいる。亜鉛の作用という視点に立脚した脳機能解析の研究や、認知症や鬱病などの病態解析や予防にも取り組んでいる。学術団体としては、日本薬学会、日本微量元素学会、日本癌学会、日本神経科学学会、北米神経科学学会、国際亜鉛生物学会などに所属している。日本微量元素学会では、学術企画・研究活性化や栄養ならびに毒性評価を担当する委員を務めている。

## 略歴
- 1955年 - 誕生。
- 1978年 - 静岡薬科大学薬学部卒業。
- 1981年 - 静岡薬科大学大学院薬学研究科修士課程修了。
- 1981年 - 静岡薬科大学薬学部助手。
- 1987年 - 静岡県立大学薬学部助手。
- 1991年 - 静岡県立大学薬学部講師。
- 1992年 - ネブラスカ大学医学部客員研究員。
- 1995年 - ペンシルベニア州立大学医学部客員研究員。
- 2000年 - 静岡県立大学薬学部助教授。
- 2000年 - 静岡県立大学大学院薬学研究科助教授。
- 2007年 - 静岡県立大学薬学部准教授。
- 2007年 - 静岡県立大学大学院薬学研究科准教授。
- 2012年 - 静岡県立大学薬学部教授。
- 2012年 - 静岡県立大学大学院薬学研究院教授。

## 関連人物
- 海野けい子 (薬学者)
- 鈴木美希